# Корж Сергій Миколайович
Сергі́й Микола́йович Ко́рж (1965—2022) — сержант Збройних Сил України, учасник російсько-української війни, який загинув під час російського вторгнення в Україну.

## Життєпис
Народився 1965 року в с. Степне Усольського району Іркутської області (Російська Федерація). Мешкав у селищі Ірдинь на Черкащині.
Під час російського вторгнення в Україну в 2022 році був сержантом Черкаської бригади територіальної оборони. Загинув у ході ведення бою поблизу міста Попасна Луганської області.
Похований в с. Ірдинь Черкаської області

## Нагороди
- орден «За мужність» III ступеня (2022) — за особисту мужність і самовіддані дії, виявлені у захисті державного суверенітету та територіальної цілісності України, вірність військовій присязі.[3].